# بن‌بست (فیلم ۱۹۶۶)
بن‌بست (به انگلیسی:Cul-de-sac)، فیلمی محصول سال ۱۹۶۶، به کارگردانی رومن پولانسکی لهستانی است که در نورتامبرلند بریتانیا فیلمبرداری شده‌است. بن‌بست، پس از انزجار، دومین فیلم پولانسکی است که در بریتانیا ساخته شده‌است. این فیلم در شانزدهمین دورهٔ جشنوارهٔ برلین، توانست جایزهٔ خرس طلایی بهترین فیلم جشنواره را از آن خود کند.

## داستان فیلم
جرج (با بازی دونالد پلیزنس) و ترزا (با بازی فرانسواز دورلاک) زوج میانسالی هستند که مالک یک عمارت قدیمی هستند. بر حسب اتفاق، دو گنگستر فراری به نام‌های آلبی و ریچارد، بنزین اتوموبیلشان در جاده تمام می‌شود و برای اینکه بتوانند به رییسشان اطلاع دهند به این عمارت قدیمی می‌روند و جرج و ترزا را به نوعی به اطلاعت از خود مجبور می‌کنند. آلبی می‌میرد و جرج مجبور می‌شود تا آنجا بماند تا از رییسش دستور بگیرد. اما بداقبالی‌های جرج ادامه دارد. در این اوضاع بد، گروهی از قدیمی جرج به دیدار او می‌آیند. ریچارد برای اینکه کسی از ماجرا بویی نبرد، نقش مستخدم جرج را بازی می‌کند. نگاهها و شوخی‌های بد مهمانان با ترزا باعث می‌شود که جرج، عذر آنان را بخواهد. سپس جرج، ریچارد را غافلگیر می‌کند و اسلحه‌اش را بر می‌دارد و او را می‌کشد. اینجاست که یکی از مهمانان به نام سیسیل باز می‌گردد تا اسلحه‌ای که جا گذاشته را ببرد. ترزا هم با سیسیل از عمارت قدیمی می‌رود...

## نکات جالب فیلم
ژاکلین بیسه، بازیگر زنِ فرانسوی که در سال ساخت فیلمِ بن بست، ۲۲ سال داشت و بازیگر مشهوری نشده بود، در این فیلم در نقشی کوتاه به ایفای نقش می‌پردازد.

## فیلم و جشنواره‌ها
| جشنواره                        | جایزه                                                                        |
| ------------------------------ | ---------------------------------------------------------------------------- |
| جشنوارهٔ فیلم برلین در سال ۱۹۶۶ | برندهٔ خرس طلایی بهترین فیلم                                                  |
| مراسم فیلم بفتا در سال ۱۹۶۷    | نامزد کسب جایزهٔ بهترین فیلمبرداری فیلم انگلیسی سیاه و سفید برای گیلبرت تیلور |